# Clément Hoydonckx
Clément Hoydonckx, né le 5 décembre 1903 et décédé le 12 décembre 1969, est un joueur et entraîneur de football belge. Il joue durant presque toute sa carrière comme défenseur à Berchem Sport, passant neuf saisons en première division belge. Il est le frère cadet de l'international Nicolas Hoydonckx.

## Carrière
Comme son frère aîné Nicolas, Clément Hoydonckx commence le football au plus haut niveau à Berchem Sport, dont il intègre l'équipe première en 1925. Il occupe un poste de défenseur et joue durant dix saisons pour le club, dont neuf en Division d'Honneur, le plus haut niveau national. En 1935, âgé de 33 ans, il décide de partir au Herentalsche SK, un club qui évolue alors en Promotion, le troisième et dernier niveau national. Il y joue durant trois ans avant de mettre un terme définitif à sa carrière de joueur.
Durant la Seconde Guerre mondiale, il entame une carrière d'entraîneur au KSK Beveren, un club évoluant dans les séries régionales. Il y forme un duo avec Bob Paverick, le capitaine des « Diables Rouges ». Après le conflit, ils sont remplacés par Jos Demolie.